# Skool Daze
Skool Daze es un juego de computadora lanzado por Microsphere en 1984 para las computadoras domésticas ZX Spectrum y Commodore 64. La idea fue escrita por David Reidy, con gráficos diseñados por Keith Warrington. El juego fue un éxito comercial y crítico, y fue elogiado por su concepto original. Desde entonces, ha sido considerado como uno de los pioneros del género de videojuegos sandbox.

## Jugabilidad
El juego presenta al jugador como un estudiante llamado Eric, con el objetivo de robar su boleta de calificaciones de la caja fuerte de la sala de profesores al realizar varias tareas en la escuela. La computadora controla a todos los demás personajes del juego, incluido el director, otros profesores y otros alumnos.
Los cuatro profesores son el Sr. Wacker (el director), el Sr. Rockitt (el profesor de ciencias), el Sr. Withit (el profesor de geografía) y el Sr. Creak (el maestro de historia). Aparte de Eric, tres de los alumnos reciben nombres: Boy Wander (el alborotador), Angelface (el matón) y Einstein (el empollón o cerebrito). El jugador tiene la opción de cambiar el nombre de los personajes antes de que comience el juego. También hay muchos alumnos sin nombre y sin distinción en la escuela.
Si Eric es sorprendido fuera de la clase o se está portando mal, los personajes que son maestros lo persiguen y, como castigo, lo hacen escribir líneas de texto. Cuando se acumulan 10 000 líneas o más, el juego termina con la expulsión de Eric. Sin embargo, Eric también puede recibir líneas por cosas que no son su culpa, como acostarse o sentarse en el suelo cuando en realidad ha sido derribado, o estar más cerca de un maestro que acaba de ser alcanzado por un proyectil disparado por uno de los otros alumnos. Así que parte del desafío del juego es evitar que otros alumnos pongan a Eric en problemas.

## Antecedentes
Helen Reidy tenía experiencia en la enseñanza, mientras que David tenía mejores recuerdos de las actividades entre lecciones y diseñó el juego en torno a esto. Los personajes se basaron en personajes escolares sobre los que leyó cuando era niño, incluidos las Travesuras de Guillermo y The Bash Street Kids de la revista The Beano. Más tarde aclaró que «cada una de las habitaciones se vería como un marco en un cómic».
David Reidy se consideraba más competente como programador e ingeniero, y decidió que los gráficos del juego se beneficiarían de un diseñador independiente. Reclutó a un amigo de la familia, Keith Warrington, que estaba estudiando diseño gráfico. Warrington aprendió los rudimentos de los gráficos por computadora de David y dibujó los personajes como dibujos lineales en papel cuadriculado. A partir de esto, bloqueó los píxeles individuales para crear los sprites apropiados, con papel de calco para diseñar los fotogramas de animación individuales para cada personaje. Más tarde, obtuvo un Spectrum para ayudar con el diseño, pero descubrió que era más fácil usar papel cuadriculado. Warrington basó a los maestros en los que le habían enseñado en la escuela, y luego dijo que el maestro de geografía, el Sr. Withit, se basaba en «mi maestro favorito de todos los tiempos». Encontró útiles las limitaciones de resolución de pantalla, ya que lo obligó a diseñar personajes de dibujos animados, diciendo que «No podrías hacerlo con una persona normal porque todos se verían iguales». Al igual que con otros juegos de Microsphere, David diseñó el programa en papel, mientras que Helen lo pasoría a la computadora.

## Errores
Hay muchos asientos en la sala de exámenes y la sala blanca, pero un número insuficiente en la sala de lectura y la sala de mapas. Esto es una fuente de frustración para el jugador ya que Eric es constantemente empujado fuera de su asiento y castigado con líneas por sentarse en el suelo. En la secuela, Back To Skool, este comportamiento fue modificado para que otros alumnos no pudieran empujar a Eric fuera de su silla (aunque un examen del código sugiere que esta característica es en realidad un error).

## Autopromoción
El personaje de Boy Wander escribiría en pizarrones sobre juegos de Microsphere como Wheelie y Sky Ranger. En Back to Skool, Boy Wander escribe sobre Contact Sam Cruise.

## Recepción
Skool Daze fue un éxito comercial cuando fue lanzado por primera vez, vendiendo 50 000 copias a pesar del poco marketing o promoción hecho en el momento. Más tarde, Reidy se dio cuenta de que podría haber ganado más dinero con una campaña adecuada y lamentó la pérdida de ingresos debido a la piratería de software, pero aún estaba feliz de que el juego fuera rentable y cubriera los costos.
La versión de ZX Spectrum fue votada como el cuarto mejor juego de todos los tiempos en un número especial de la revista Your Sinclair en 2004.
Zzap!64 revisó la versión de Commodore 64 y encontraron que era gráfica y sonoramente débil, pero agradable de jugar debido a la innovadora jugabilidad. Se le dio una calificación general del 78%.
El juego ha sido reconocido como un pionero del formato de videojuegos sandbox, utilizado más tarde por Little Computer People y Los Sims.

## Secuelas y conversiones
El juego fue seguido por Back to Skool, que expandió al primero para incluir una escuela de niñas vecina y un interés amoroso (con el beneficio de poder reducir las líneas), junto con bombas fétidas, ratones, pistolas de agua, ranas, jerez y un cuidador sufrido. Un remake no oficial es Klass of '99, una edición para PC de Skool Daze con gráficos actualizados y varios cambios en el juego. Se han realizado conversiones no oficiales de Skool Daze para las computadoras Oric y Amstrad CPC de la familia Atari de 8 bits.